# Stockholm Open 2021
Stockholm Open 2021 là một giải quần vợt nam chuyên nghiệp thi đấu trên mặt sân cứng trong nhà. Đây là lần thứ 52 giải đấu được tổ chức, và là một phần của ATP Tour 250 trong ATP Tour 2021. Giải đấu diễn ra tại Kungliga tennishallen ở Stockholm, Thụy Điển từ ngày 7 đến ngày 13 tháng 11 năm 2021.

## Nội dung đơn

### Hạt giống
| Quốc gia | Tay vợt               | Xếp hạng1 | Hạt giống |
| -------- | --------------------- | --------- | --------- |
| ITA      | Jannik Sinner         | 9         | 1         |
| CAN      | Félix Auger-Aliassime | 11        | 2         |
| CAN      | Denis Shapovalov      | 19        | 3         |
| GBR      | Dan Evans             | 24        | 4         |
| USA      | Taylor Fritz          | 26        | 5         |
| KAZ      | Alexander Bublik      | 36        | 6         |
| HUN      | Márton Fucsovics      | 40        | 7         |
| USA      | Frances Tiafoe        | 41        | 8         |

- Bảng xếp hạng vào ngày 1 tháng 11 năm 2021 [3]

### Vận động viên khác
Đặc cách:
- Leo Borg
- Andy Murray
- Elias Ymer

Vượt qua vòng loại:
- Viktor Durasovic
- Denis Istomin
- Pavel Kotov
- Andrea Vavassori

Thua cuộc may mắn:
- Egor Gerasimov
- Jozef Kovalík
- Nino Serdarušić

### Rút lui
Trước giải đấu
- Nikoloz Basilashvili → thay thế bởi  Tommy Paul
- Alex de Minaur → thay thế bởi  Adrian Mannarino
- Grigor Dimitrov → thay thế bởi  Arthur Rinderknech
- Cristian Garín → thay thế bởi  Taylor Fritz
- Ugo Humbert → thay thế bởi  Alejandro Davidovich Fokina
- Hubert Hurkacz → thay thế bởi  Egor Gerasimov
- Aslan Karatsev → thay thế bởi  Nino Serdarušić
- Gaël Monfils → thay thế bởi  Márton Fucsovics
- Cameron Norrie → thay thế bởi  Peter Gojowczyk
- Casper Ruud → thay thế bởi  Mackenzie McDonald
- Diego Schwartzman → thay thế bởi  Frances Tiafoe
- Lorenzo Sonego → thay thế bởi  Jozef Kovalík
- Alexander Zverev → thay thế bởi  Emil Ruusuvuori

## Nội dung đôi

### Hạt giống
| Quốc gia | Tay vợt          | Quốc gia | Tay vợt        | Xếp hạng1 | Hạt giống |
| -------- | ---------------- | -------- | -------------- | --------- | --------- |
| CRO      | Ivan Dodig       | BRA      | Marcelo Melo   | 35        | 1         |
| GER      | Tim Pütz         | NZL      | Michael Venus  | 41        | 2         |
| GBR      | Ken Skupski      | GBR      | Neal Skupski   | 76        | 3         |
| KAZ      | Alexander Bublik | KAZ      | Andrey Golubev | 79        | 4         |

- Bảng xếp hạng vào ngày 1 tháng 11 năm 2021

### Vận động viên khác
Đặc cách:
- Markus Eriksson /  Elias Ymer
- André Göransson /  Robert Lindstedt

Thay thế:
- Karl Friberg /  Mohamed Safwat
- Simon Freund /  Nino Serdarušić

### Rút lui
Trước giải đấu
- Marcelo Arévalo /  Santiago González → thay thế bởi  Santiago González /  Andrés Molteni
- Simone Bolelli /  Máximo González → thay thế bởi  Tomislav Brkić /  Nikola Ćaćić
- Rohan Bopanna /  Denis Shapovalov → thay thế bởi  Ariel Behar /  Gonzalo Escobar
- Sander Gillé /  Joran Vliegen → thay thế bởi  Emil Ruusuvuori /  Botic van de Zandschulp
- Wesley Koolhof /  Jean-Julien Rojer → thay thế bởi  Aisam-ul-Haq Qureshi /  Jean-Julien Rojer
- Raven Klaasen /  Ben McLachlan → thay thế bởi  Fabrice Martin /  Hugo Nys
- Kevin Krawietz /  Horia Tecău → thay thế bởi  Pedro Martínez /  Andrea Vavassori
- Jamie Murray /  Bruno Soares → thay thế bởi  Taylor Fritz /  Tommy Paul
- John Peers /  Filip Polášek → thay thế bởi  Karl Friberg /  Mohamed Safwat
- Tim Pütz /  Michael Venus → thay thế bởi  Simon Freund /  Nino Serdarušić

## Nhà vô địch

### Đơn
- Tommy Paul đánh bại  Denis Shapovalov, 6–4, 2–6, 6–4

### Đôi
- Santiago González /  Andrés Molteni đánh bại  Aisam-ul-Haq Qureshi /  Jean-Julien Rojer 6–2, 6–2.